# 쭤잉/고속철도역
쭤잉/고속철도역(중국어 정체자: 左營／高鐵站, 간체자: 左营／高铁站, 병음: Zuǒ yíng/gāotiě zhàn)은 가오슝 첩운 홍선, 타이완 고속철도와 타이완 철로 관리국의 1역과 종점역이다.

## 역 구조

### 타이완 고속철도
| 1 2 | 1A 1B |  | █타이완 고속철도 | 往 타이난역, 타이중, 타이베이역 방면 |
| 3 4 | 2A 2B |  | █타이완 고속철도 | 往 타이난역, 타이중, 타이베이역 방면 |
| 5 6 | 3A 3B |  | █타이완 고속철도 | 往 타이난역, 타이중, 타이베이역 방면 |

### 타이완 철로 관리국
| 1 | 3B | █서부강선                 | 가우슝 역, 핑둥 방면                            |
| 2 | 3A | █서부강선                 | 가우슝 역, 핑둥 방면                            |
| 2 | 3A | █남회선                   | 타이둥, 화롄 방면                               |
| 3 | 2B | █서부강선                 | 타이난, 자이, 타이중, 수린, 타이베이, 지룽 방면 |
| 3 | 2B | █동부강선                 | 이란, 화롄 방면                                 |
| 4 | 2A | █서부강선                 | 타이중, 수린, 타이베이, 지룽 방면               |
| 5 | 1A | █즉선（핑동, 남회선출발） | 핑둥, 팡랴오, 타이둥 방면                       |

### 첩운
승강장
| 지면     | 승강장, 출입구                      | 타이완 고속철도와타이완 철로 관리국의 승강장                |
| 지하 1층 | 로비 층                             |                                                             |
| 지하 1층 | 로비 층                             | 화장실                                                      |
| 지하 2층 | 1호 플랫폼                          | ←가오슝 첩운 홍선 샤오강방면（생태 공원 역）                |
| 지하 2층 | 플랫폼，문의 왼쪽 / 오른쪽 열립니다 |                                                             |
| 지하 2층 | 2호 플랫폼                          | 가오슝 첩운 홍선 남강산방면（월드 게임/국게 체육 단지 역）→ |

## 역 출입구

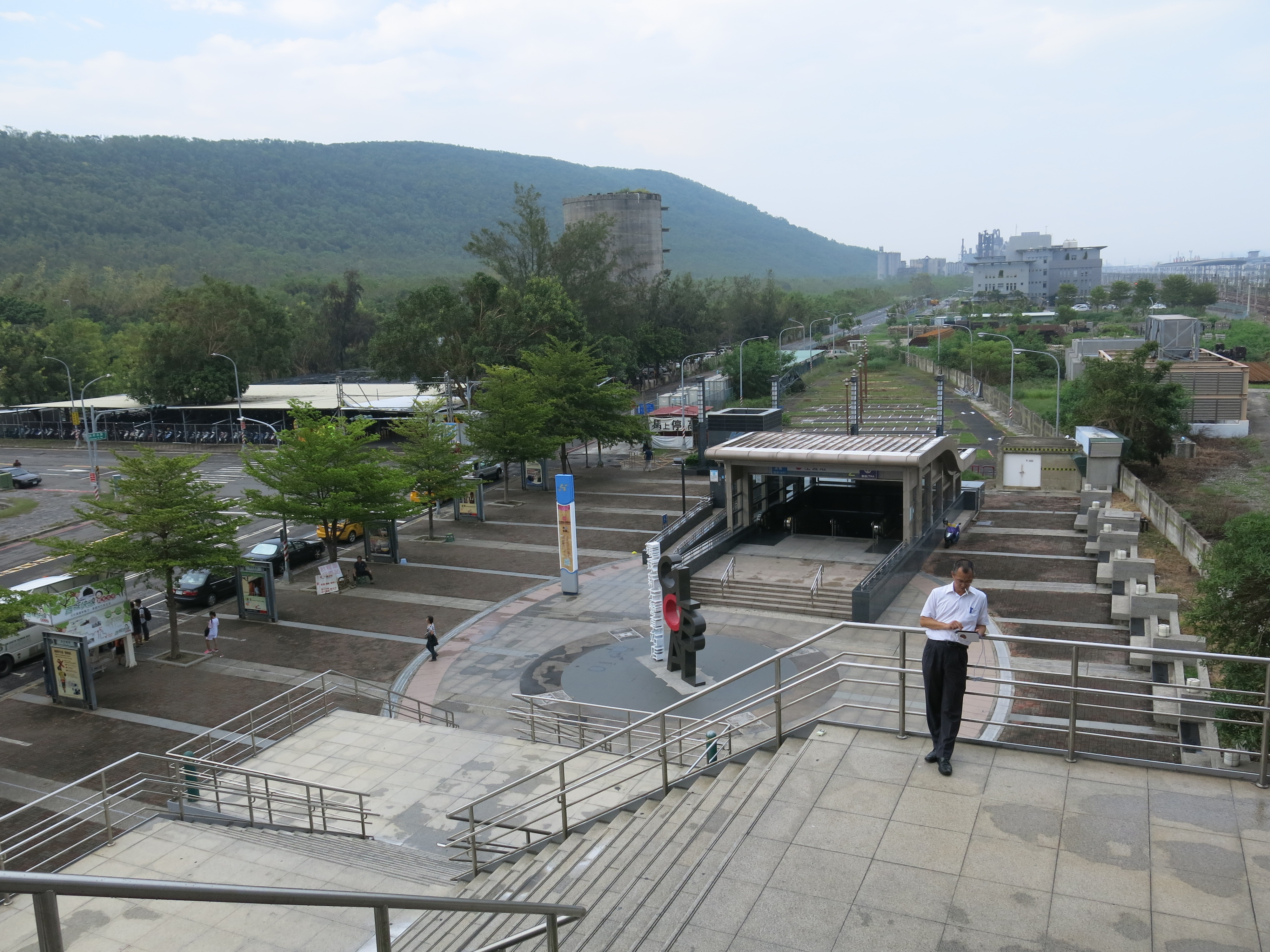
쭤잉/고속철도 역의 2호입구

역은 동쪽과 서쪽에 위치한 출입구 1,2번과 출입구 3번은 신광산유에 앞이다. 또한 세개 출입구도 접근성엘리베이터에 있습니다.
- 출입구1：타이완 고속철도 쭤잉 역
- 출입구2：타이완 철로 관리국 신쭤잉 역
- 출입구3：신광산유에），레인보우 시장